# (21733) Schlottmann
(21733) Schlottmann (1999 RX145) – planetoida z pasa głównego asteroid okrążająca Słońce w ciągu 3,49 lat w średniej odległości 2,3 j.a. Odkryta 9 września 1999 roku.